# 국립창극단
국립창극단(國立唱劇團)은  '창극의 정형화와 국제화'를 목표로 하고, 순수 전통공연과 전통을 기반으로 한 새로운 방향의 공연을 통하여 창극의 활성화를 목표로 하는 국립극장의 전속 예술단체 중 하나이다. 서울특별시 중구 장충단로 59(장충동 2가) 국립극장에 위치한다.

## 역대 단원
1962년 창단 당시 초대 단장에 김연수, 부단장에  김소희, 간사에 박귀희였으며, 초대 단원은 박초월, 강장원, 김준섭, 김득수, 강종철, 박초선, 박옥진, 임유앵, 장영찬, 한승호, 정권진, 남해성, 한일섭 등 총 21명으로 창단되었다. 
이후 박동진, 박후성, 박송희, 정철호, 성창순, 한농선, 오정숙, 조상현, 은희진, 최영길, 조통달, 박종선, 신영희, 정순임, 김일구, 김동애, 김청만, 이철주, 안숙선, 강정숙, 전정민, 김영자, 박방금, 임향님, 김성녀, 김경숙, 왕기창, 한선하, 유수정, 김학용, 왕기철, 김영길, 허종열, 김차경, 왕기석, 이영태, 임현빈, 남상일, 박애리 등 당대 최고의 명인, 명창들이 단원으로 활동하였으며, 한국을 대표하는 국립극장 전속 예술가로서 판소리 및 창극 역사의 한 페이지를 화려하게 장식하였다.

## 역대 단장
- 1대 김연수 (1962.03-1974.12)
- 2대 박동진 (1975.01-1979.12)
- 3대 박귀희 (1980.01-1981.12)
- 4대 박후성 (1982.01-1990.12)
- 5대 강한영 (1991.01-1995.12)
- 6대 전황 (1996.01-1997.12)
- 7대 안숙선 (1998.01-1999.12)
- 8대 최종민 (2000.01-2001.12)
- 9대 정회천 (2002.01-2003.12)
- 10대 안숙선 (2004.01-2005.12)
- 11,12대 유영대 (2006.01-2011.12)
- 13,14대 김성녀 (2012.01-2019.03)
- 15대 유수정 (2019.04-2022.03)
- 16대 유은선 (2023.04- )

## 같이 보기
- 국립극장
  - 국립국악관현악단
  - 국립무용단